# Татарево (област Хасково)
 За другото българско село вижте Татарево (Област Пловдив).  
Татарево е село в Южна България. То се намира в община Минерални бани, област Хасково.

## Личности
Родени в Татарево
- Недялка Керанова (1941 – 1996), българска народна певица